# Prestavlky
Prestavlky – wieś (obec) na Słowacji położona w kraju bańskobystrzyckim, w powiecie Żar nad Hronem. Pierwsze wzmianki o miejscowości pochodzą z roku 1283. 
Według danych z dnia 31 grudnia 2012, wieś zamieszkiwały 663 osoby, w tym 330 kobiet i 333 mężczyzn.
W 2001 roku rozkład populacji względem narodowości i przynależności etnicznej wyglądał następująco:
- Słowacy – 98,1%
- Czesi – 0,58%
- Polacy – 0,15%
- Romowie – 1,17%

Ze względu na wyznawaną religię struktura mieszkańców kształtowała się w 2001 roku następująco:
- Katolicy rzymscy – 94,15%
- Ewangelicy – 0,29%
- Ateiści – 3,8%
- Przedstawiciele innych wyznań – 0,15%
- Nie podano – 1,61%